# Mauricio Rojas
Mauricio Javier Rojas Toro est un footballeur chilien né le 30 mars 1978 à Quilpué. Il évoluait au poste d'attaquant.

## Biographie

### En club
Mauricio Rojas réalise l'intégralité de sa carrière au Chili. Il joue notamment pendant six années avec le club des Santiago Wanderers.
Il dispute avec les Santiago Wanderers quatre matchs en Copa Libertadores, et deux matchs en Copa Sudamericana.

### En équipe nationale
Il est médaillé de bronze lors des Jeux olympiques d'été de 2000. Lors du tournoi olympique, il joue la petite finale gagnée face aux États-Unis.

## Carrière
- 1999-2005 :  Santiago Wanderers
- 2005-2006 :  Audax Italiano
- 2007 :  CD Cobresal
- 2008 :  Unión Española
- 2008-2010 :  San Luis de Quillota
- 2011-2012 :  Unión Temuco[3]

## Palmarès
Avec les Santiago Wanderers :
- Champion du Chili en 2001

Avec le Chili :
- Médaille de bronze aux Jeux olympiques d'été de 2000